# Solvayovy lomy

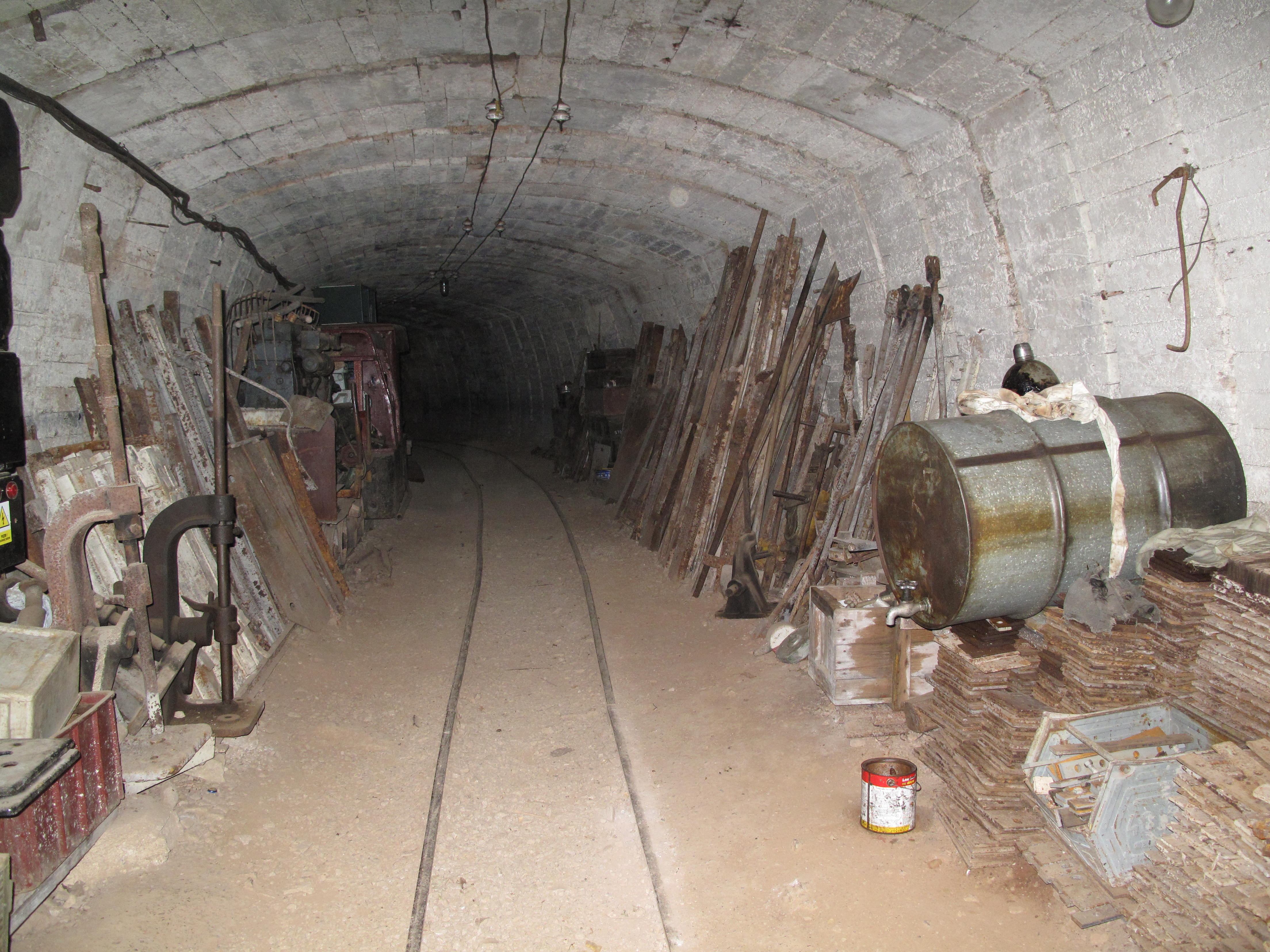
Solvayovy lomy, podzemní část

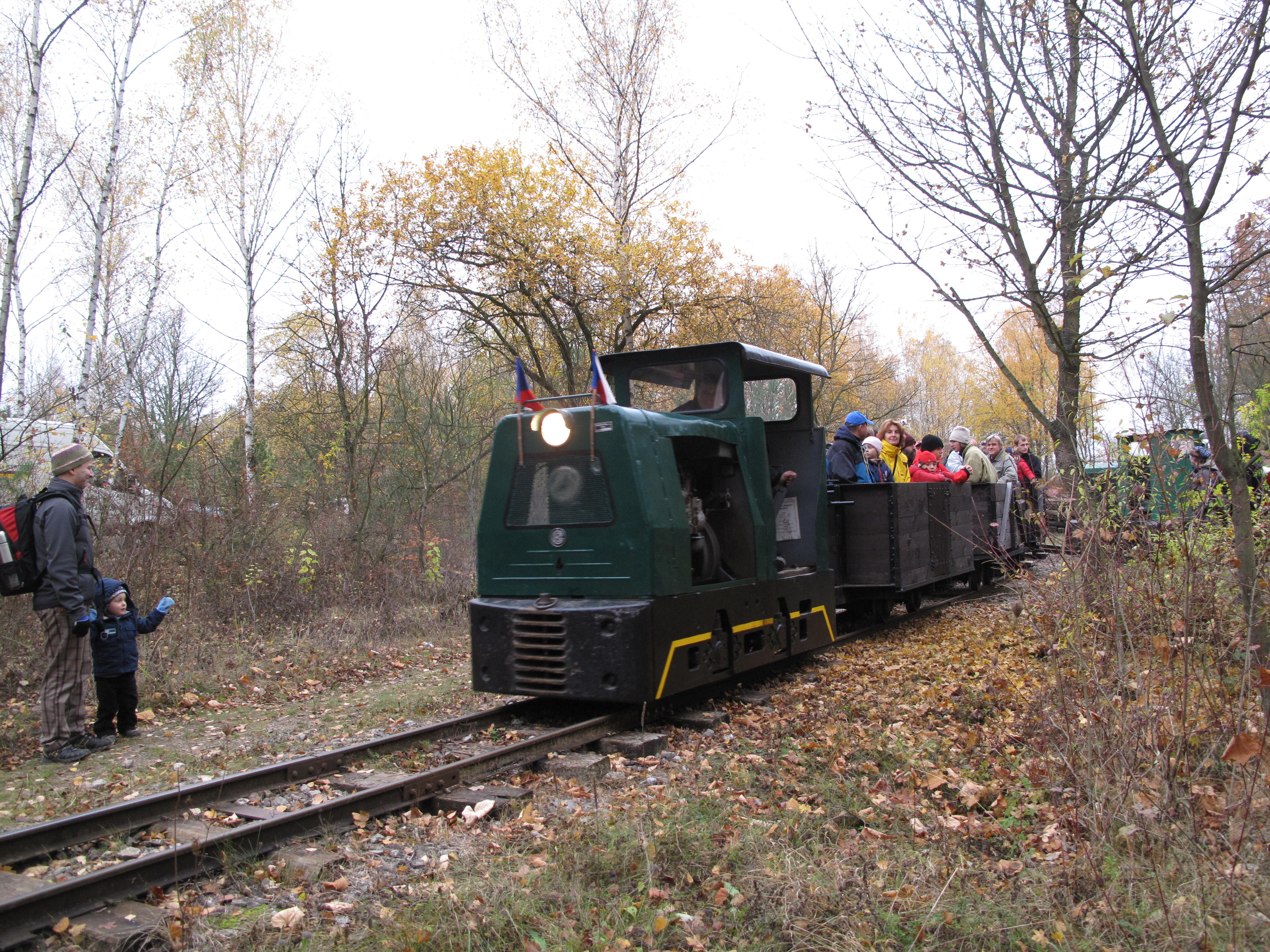
Solvayovy lomy, lokomotiva BN30R

Skanzen Solvayovy lomy se nachází v katastru obce Svatý Jan pod Skalou v okrese Beroun ve Středočeském kraji. Bývalé lomy byly proměněny v muzeum těžby vápence a úzkorozchodné dráhy, používané k jeho těžbě. Skanzen je přístupný pro návštěvníky od jara do podzimu. Dalšími východišti pro turisty jsou obce Loděnice a Bubovice.

## Historie
V roce 1904 přišla do Čech belgická firma Solvay zabývající se zpracováním vápence pro chemické účely. Tato firma založila továrnu v Ústí nad Labem Neštěmicích, kde se vyráběla soda (uhličitan sodný). Vápenec pro svou výrobu kupovala od různých dodavatelů z celých Čech. To se posléze ukázalo jako nerentabilní a tak v roce 1916 padlo rozhodnutí otevřít si vlastní závodní lom na vápenec.
Byla vytipována lokalita s velmi kvalitním vápencem v katastru obce Svatý Jan pod Skalou. V roce 1917 byl proveden geologický průzkum, který potvrdil požadovanou kvalitu materiálu. Za 50 tisíc korun byly vykoupeny pozemky od tehdejšího majitele svatojanského velkostatku Václava Komendy. Následně započaly přípravné práce včetně stavby lanové dráhy.
Poté již nic nebránilo zahájení těžby, která začala 27. června 1918. A tak v první polovině roku 1918 přijel do Neštěmic první ucelený vlak ložený vápencem ze Solvayových lomů.

### Rozšíření lomu
Původní lom se rozkládal na severním svahu nad obcí Loděnice. Vzrůstající potřeba vápence vedla k otevření Jižního lomu, který byl se severním spojen 217 m dlouhou dopravní štolou vyraženou v roce 1930 firmou Brausewetter & Pittel. Jižní lom byl tříetážový, přičemž patra byla spojena svážnou drahou poháněnou vzduchovým vrátkem.

### Ukončení těžby
Těžba firmou Solvay byla ukončena v roce 1956 a lom byl předán Správě silnic Praha, pobočce Beroun. Tato firma dotěžovala materiál pro stavbu okolních silnic. Byla zlikvidována kolejová doprava a materiál se vozil automobily Tatra 111. Dotěžování bylo ukončeno v roce 1964 a lom osiřel, ale ne navždy.

## Společnost Barbora
V roce 1993 vzniká Společnost Barbora o. s. (později Společnost Barbora z. s.) – Společnost pro zachování důlních a průmyslových památek. Tato společnost zde znovu buduje úzkorozchodnou dráhu, shání a zprovozňuje staré lokomotivy a vozy, opravuje zbylé objekty... Dnes je zde muzeum těžby a dopravy vápence, asi dva kilometry trati, 139 metrů staré štoly, asi 150 vozů různých typů a více než 50 lokomotiv (MD 2, BN 30, BN 30 R, KLM 5, MŠ 2, AK 2, BN 60 H, DH 35, DH 120, atd.) Ve výstavbě je trať na třetí etáž lomu a v projektu je trať k obci Bubovice (celkem asi 5 km). V plánu je obnova horní stanice lanovky. Dlouhodobě se plánuje oprava parní lokomotivy typu 800 B 50. Roku 2022 obohatila vozový park skanzenu parní lokomotiva Schwartzkopff z roku 1927, která byla zakoupena z prostředků z úspěšné veřejné sbírky. Ve sbírce se nachází i důlní lokomotiva na elektrický pohon. Mezi další techniku, kterou si mohou návštěvníci prohlédnout patří tři dempry, různé nákladní automobily, bagry, buldozer, silniční válec nebo také různé drtiče štěrku. V neposlední řadě vlastní skanzen dva vlečné tramvajové vozy, z nichž jeden byl vyrobený Ringhofferovými závody již roku 1924 pro Pražský dopravní podnik.

## Doprava materiálu

### Lanová dráha
Výstavba samotížné lanovky dlouhé více než 1500 m započala se stavbou lomu firmou J. Pohlig. V provozu byla od zahájení těžby v roce 1918. Spojovala lom s dráhou v Loděnicích. V roce 1932 proběhla rekonstrukce, roku 1959 byla dolní stanice přestavěna na nakládku do nákladních automobilů. Zrušena byla v roce 1965, zachovala se pouze horní stanice lanovky, kterou čeká obnova.
Ve skanzenu je jediná expozice lanových drah v Česku. V roce 2003 se také od firmy Wienerberger podařilo odkoupit zbytky lanovky z Líšova u Českých Budějovic. Během léta a podzimu 2003 byla jedna podpěra a část technologie stanice (pohon bez motoru, kolejivo) demontována a přepravena do skanzenu. Bohužel se nepodařilo získat žádné závěsy s vozíky a jedná se o jiný dopravní systém (Bleichert).

### Úzkorozchodná dráha
V lomu byla zavedena dráha o rozchodu 600 mm. Až do roku 1929 probíhaly veškeré manipulace s vozíky ručně. V roce 1930 byla zakoupena první benzolová lokomotiva typu T 290. Po druhé světové válce zde byly nasazeny stroje Stavoloko BNE 25. Vozový park tvořily bočně výsypné vozy, tzv. kiplóry, a hunty s dřevěnými rámy. Dnes jsou zde i jiné exponáty, včetně dvou úzkorozchodných parních lokomotiv.

## Horolezectví
Odtěžený skalní masiv v lomu Paraple se dvěma stěnami vysokými až 30 m patří od roku 2014 mezi horolezecké lokality v Českém krasu. Levá část je značně poznamenána střelbou při těžbě a skála je zde lámavá.